# Clusiodes iotoides
Clusiodes iotoides är en tvåvingeart som beskrevs av Mitsuhiro Sasakawa 1990. Clusiodes iotoides ingår i släktet Clusiodes och familjen träflugor. Inga underarter finns listade i Catalogue of Life.